# Obaleč zimolezový
Obaleč zimolezový (Adoxophyes orana) je motýl, jehož housenky poškozují listy žírem, květy a plody dřevin požerky. V Česku housenky znetvořují plody a lokálně mohou způsobit až 80% ztráty na výnosech.

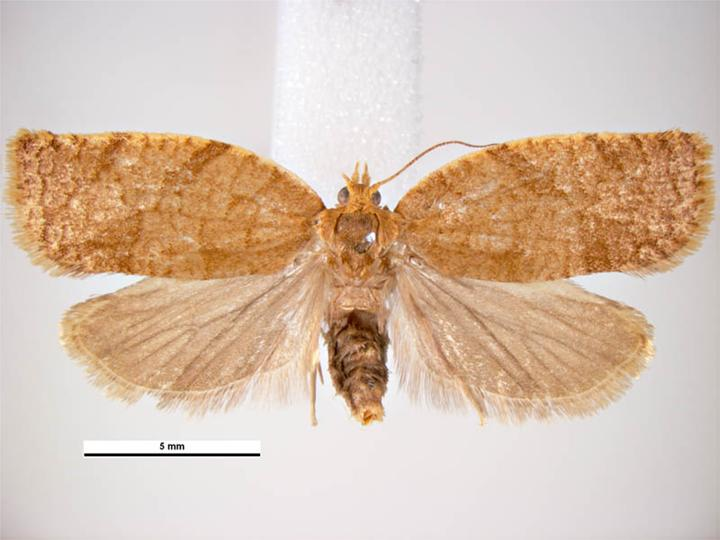
Adoxophyes orana, samice.

## Zeměpisné rozšíření
Obaleč zimolezový se vyskytuje v celé Evropě, kde je běžným druhem, stejně jako v České republice.

## Popis

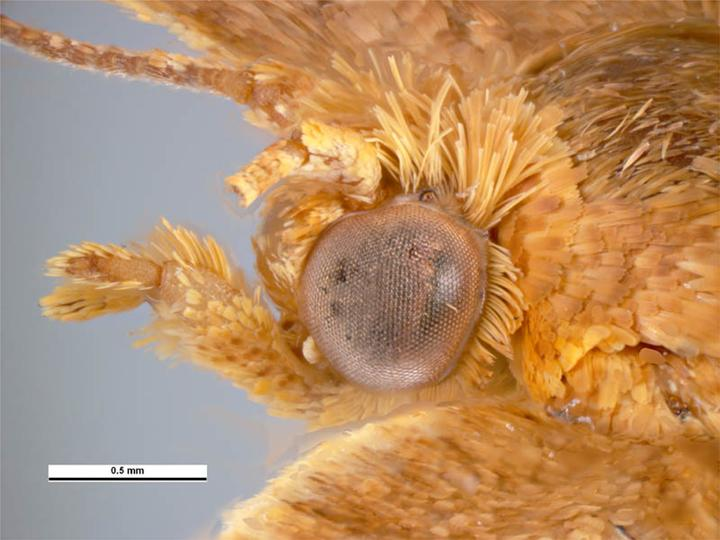
Hlava samičky

Rozpětí křídel dospělce je 1,7–2,2 cm. Samec je menší než samice. V klidu jsou křídla střechovitě složená. Dospělci mají křídla červenookrová u samců, šedohnědá u samic s úhlopříčnými pruhy (je uváděno i světle žluté zbarvení až po žlutohnědou).
Mladé housenky jsou tmavo nebo světle zelené nebo bronzově zelené. Starší housenky jsou tmavě šedozelené nebo tmavě šedé. Larvy procházejí čtyřmi fázemi růstu.
Vajíčka jsou kulovitá a asi 0,7 mm široká. Jsou světle žlutá.

## Biologie
Přezimuje larva ve volně tkaném kokonu v ohbí a rozvětvení větviček nebo v prasklinách v kůře, na jaře se kuklí. Dospělci přezimující generace létají v červnu a kladou na listy snůšky tvořené až 150 vajíčky. K hostitelským rostlinám patří mnoho druhů lesních dřevin, ale obaleč dává přednost jabloním nebo hrušním, třešním, švestkám, meruňkám a rybízu. Mladé larvy konzumují mladé listy, pupeny, plody, květy. Kuklí v kokonu ze suchých listů, který spřádají. Poslední generace se objevuje v září a klade vajíčka které přezimují. Páření a kladení vajíček dochází ve večerních hodinách, kdy teploty jsou kolem 13 °C. Motýli se rojí od konce května do srpna.
Vyskytuje se v lesích, parcích, sadech a zahradách.

## Význam
Obaleč zimolezový dává přednost časně dozrávajícím odrůdám jablek, ale napadá i broskve a meruňky. Škodlivé je, v důsledku krátké doby do sklizně, především napadení plodů housenkami druhé (podle jiných zdrojů třetí) generace, které napadají a znehodnocují plody. Prahem škodlivosti pro třešně a višně v období od počátku rašení do květu je výskyt tří housenek slupkových a pupenových obalečů ve vzorku 100 květních či listových rozet. U slivoní je v období před květem prahem škodlivosti výskyt dvou housenek těchto obalečů na vzorek 100 květních či listových rozet.
U napadených stromů se na jaře objevují bělavým předivem podélně spředené listy, housenky vyžírají pupeny, na listech jsou zřejmé požerky, nebo jsou listy skeletované. Žír je obvykle povrchový, nepravidelný a velký několik centimetrů. Housenky letní generace se vyskytují v době vývoje a zrání plodů a napadají plody. Housenka poškozuje svrchní pokožku a tkáně do hloubky 2-6mm s nepravidelné, příležitostně kulaté. Napadené mladé části jsou deformované, mění barvu (hnědnou) objevují se jizvy a zkorkovatělé plošky, plody nekrotizují.

### Ochrana rostlin
Ochrana rostlin je možná, biologický boj se provádí pomocí Bacillus thuringiensis. K chemické ochraně insekticidy jsou vhodné následující preparáty:
- CORAGEN 20 SC
- EXPLICIT PLUS
- INTEGRO
- ISOMATE C LR
- SPINTOR
- STEWARD
- STOCKER